# Беррио, Мануэль
Мануэль Беррио (исп. Manuel Berrío; 22 июля 1996 года, Апартадо, Колумбия) — колумбийский футболист, играл на позиции защитника.

## Клубная карьера
Беррио является воспитанником «Атлетико Уилы». 7 ноября 2015 года дебютировал в чемпионате Колумбии поединком против «Атлетико Хуниор», выйдя в стартовом составе и проведя на поле весь матч. Всего в дебютном чемпионате провёл две встречи. В 2016 году был основным игроком. Провёл 19 матчей в Апертуре.